# Penangal och Mah'anah
Penangal och Mah'anah är två vampyrer inom indiska skräckhistorier och mytologi. Penangal och Mah'anah var två barn som sög blod ur andra barn. De lockade ut barn till kyrkogården för att leka. På nätterna ylade de, vilket var en signal att hålla sig borta.